# سیدعبدالحسین رئیس السادات
سید عبدالحسین رئیس‌السادات (زادهٔ فروردین ۱۳۳۲ در ارسنجان، استان فارس – درگذشتهٔ ۱۸ اسفند ۱۴۰۳) پژوهشگر، مترجم و فعال فرهنگی ایرانی بود که عمده فعالیت‌هایش در حوزه آموزش، تبلیغ فرهنگ ایرانی و شیعی، ترجمه و پژوهش در زمینه معارف اسلامی متمرکز بود.
ایشان دانش‌آموخته کارشناسی زبان انگلیسی و کارشناسی ارشد تاریخ از دانشگاه تهران بود. وی به مدت ۷ سال در کشور پاکستان به‌عنوان کاردار فرهنگی ایران فعالیت کرد و ضمن تبلیغ مبانی دینی و مکتب تشیع، در رفع شبهات ضد شیعی تلاش کرد و نقش مؤثری در تقویت پیوندهای فرهنگی بین ایران و پاکستان و ارتباط میان نخبگان علمی و مذهبی دو کشور ایفا نمود. او در این دوره بارها از سوی گروه‌های تکفیری مورد سوءقصد قرار گرفت، اما به فعالیت‌های فرهنگی خود ادامه داد.
از جمله اقدامات مهم و برجستهٔ سید عبدالحسین رئیس‌السادات، تلاش مؤثر او برای بازگشایی و احیای مدارس ایرانی در کشورهای شبه‌قاره هند بود. مدارس ایرانی در این منطقه که پیشینه‌ای طولانی در ترویج زبان فارسی، فرهنگ ایرانی و آموزش معارف اسلامی داشتند، پس از انقلاب اسلامی ایران به دلایل مختلفی از جمله تحولات سیاسی و اجتماعی تعطیل شده بودند. ایشان در دوران حضور خود به‌عنوان کاردار فرهنگی ایران در پاکستان، با رایزنی‌های مستمر با نهادهای آموزشی و مسئولان فرهنگی در این منطقه، توانست زمینه را برای بازگشایی و احیای مجدد مدارس ایرانی فراهم سازد و نقش ارزنده‌ای در گسترش و ترویج فرهنگ غنی ایرانی و زبان فارسی در این شبه‌قاره ایفا کند.
وی همچنین چندین سال از سوی بعثه مقام معظم رهبری به مأموریت حج اعزام شد تا مذهب تشیع را برای زائران و مسلمانان دیگر کشورها معرفی کرده و به رفع شبهات دینی بپردازد.
علاوه بر این به مدت ۱۴ سال به‌عنوان دبیر تاریخ، معارف و زبان انگلیسی در شهرستان شهرکرد و دیگر مناطق محروم استان چهارمحال و بختیاری فعالیت کرد و در این مدت نقش قابل‌توجهی در تربیت نسل‌های مختلف دانش‌آموزان و پژوهشگران داشت. در کنار سایر فعالیت‌های فرهنگی و آموزشی، ایشان به مدت ۲ سال به‌عنوان مدیرکل آموزش‌وپرورش این استان نیز خدمت کرد. وی در کنار تدریس، آثار متعددی را از زبان‌های انگلیسی و اردو به فارسی ترجمه کرد و چند اثر نیز تألیف نمود.

## آثار
برخی از مهم‌ترین آثار منتشرشده توسط سید عبدالحسین رئیس‌السادات عبارت‌اند از:
۱. شناسنامه فرهنگی پاکستان (تألیف): بررسی جامع تاریخ، فرهنگ و ساختار اجتماعی پاکستان و روابط فرهنگی با ایران
۲. گزارشی از دربار ایران (۱۸۰۷-۱۸۱۱) (ترجمه): پژوهشی تاریخی درباره دربار ایران در قرن نوزدهم
۳. استغاثه و جایگاه شرعی آن (ترجمه): بررسی فقهی و عقیدتی استغاثه در مکتب تشیع
۴. عقیده شفاعت (ترجمه): تحلیل مفهوم شفاعت در آموزه‌های شیعی
۵. جامعیت و فراگیری در هدف بعثت انبیاء (ترجمه): پژوهش درباره اهداف بعثت پیامبران
۶. ذبح عظیم؛ از ذبح اسماعیل تا ذبح حسین (ع) (ترجمه): بررسی جایگاه والای امام حسین(ع) در میان پیروان اهل تسنن و دیگر ادیان
۷. غدیر و ولایت علی (ع) در کلام رسول خدا(ص) (ترجمه): تحلیل روایات مربوط به ولایت امام علی (ع)
۸. مناقب زهرای مرضیه (س) در کلام نبی اکرم(ص) (ترجمه): شرح فضائل حضرت زهرا (س) از دیدگاه پیامبر (ص)
۹. ظهور و فضایل امام مهدی(عج) در کلام رسول خدا (ص) (ترجمه): بررسی احادیث نبوی درباره امام زمان (عج)
۱۰. سخنان رسول اکرم(ص) در مناقب حسنین (ع) (ترجمه): بررسی روایات نبوی درباره فضایل امام حسن و امام حسین (ع)
۱۱. فتوا پیرامون تروریسم (ترجمه): بررسی فقهی درباره حکم تروریسم در اسلام
۱۲. سرباز مکتب (ترجمه): بررسی زندگی حاج قاسم سلیمانی
۱۳. شهرها و تجارت ایران در دوره قاجار (ترجمه): گزارش کنسول ابوت درباره اقتصاد و جامعه ایران
۱۴. خاطرات روزانه افغانستان (ترجمه): گزارشی مستند از شرایط زندگی مردم افغانستان
۱۵. زندگی‌نامه پروفسور دکتر محمد طاهر القادری (ترجمه): زندگی‌نامه‌ای از متفکر پاکستانی محمد طاهر القادری